# Tritozyga
Tritozyga is een muggengeslacht uit de familie van de galmuggen (Cecidomyiidae).

## Soorten
- T. sackeni Felt, 1911
- T. tyrestaensis Jaschhof, 2001